# Asbābād
Asbābād (persiska: اسب آباد) är en ort i Iran.   Den ligger i provinsen Östazarbaijan, i den nordvästra delen av landet, 500 km nordväst om huvudstaden Teheran. Asbābād ligger 1 928 meter över havet och antalet invånare är 205.
Terrängen runt Asbābād är varierad.Runt Asbābād är det ganska glesbefolkat, med 43 invånare per kvadratkilometer. Närmaste större samhälle är Bostānābād, 11,8 km nordost om Asbābād. Trakten runt Asbābād består i huvudsak av gräsmarker.